# 藤﨑摠兵衛商店
- 藤﨑
- 藤崎
- 摠兵衛
- 總兵衛
- 総兵衛

株式会社藤﨑摠兵衛商店（ふじさきそうべえしょうてん）は、埼玉県秩父郡長瀞町に本社を置く日本酒の酒造メーカー。創業享保13年（1728年）創業。群馬県旧鬼石町にて創業。 中山道の裏街道として栄えていた十国街道鬼石宿が夜になっても灯りが点って栄えていたことより日野商人藤崎氏が鬼石に拠点を置いて創業したと、武蔵野銀行のぶぎん地域経済研究所刊行誌に当主が語っています。(今も鬼石郵便局前に寄居に本社を移して以降群馬支店であった建物は所有者が変わっても残っています)ここで鬼面山醸造。昭和40年代に寄居本社に醸造移す。今では創業地群馬県旧鬼石町と長瀞蔵は、杉の峠と呼ばれる県道前橋長瀞線の山越えでわずか30分で結ばれています。
酒米は埼玉県産のみ、仕込み水は風布地区の「日本水（やまとみず）」を使用している。
旧・新井家住宅と隣接し、宝登山神社参道の道筋にある。
2013年、濵田酒造の傘下に入る。旧法人は経営不振により解散する。
2018年、埼玉県寄居町から長瀞町に酒蔵を移設。日本酒醸造研究所・長瀞蔵（ながとろぐら）として開蔵。仕込み蔵と売店棟からなる。売店棟では埼玉の酒米「さけ武蔵」を使った日本酒「長瀞」や、埼玉の食用米「彩のきずな」を使ったにごり酒などをはじめ、地元食品・工芸品なども販売しているほか、各種の酒の試飲や、秩父の名産品などの試食も可、休憩スペースも有り。仕込み蔵は無料で見学可能で、タイミングが合えば麹室での麹づくりなどの作業工程を見ることができる。